# زاوية سيدي بومخلوف
زاوية سيدي بومخلوف، أو كما تعرف في تونس بسيدي بومخلوف، هو ضريح يقع في محافظة الكاف في الجمهورية التونسية، و سمي نسبة إلى عبد الله بومخلوف الذي كان من سكان المنطقة .

## نبذة
تقع زاوية سيدي بومخلوف في أعلى مدينة الكاف، قرب القصبة االتاريخية، و هي تعبر رمزا للمدينة بمآذنها و قبابها البيضاء، الأرجح أنها بنيت خلال القرن الثامن عشر تخليدا لذكرى الولي الصالح عبد الله بومخلوف الذي حملت اسمه. يوجد مقهي بجانبها يحمل اسم مقهى بومخلوف و يلتقي فيه السكان للمسامرة و بعض الزوار من خارج المدينة  كما أن مهرجانا سنويا يعق في مدينة الكاف يحمل اسمه.